# 655 Briseis
Briseis (asteróide 655) é um asteróide da cintura principal com um diâmetro de 30,79 quilómetros, a 2,7148987 UA. Possui uma excentricidade de 0,0912768 e um período orbital de 1 886,17 dias (5,17 anos).
Briseis tem uma velocidade orbital média de 17,23184379 km/s e uma inclinação de 6,50489º.
Esse asteróide foi descoberto em 4 de Novembro de 1907 por Joel Metcalf.